# Такума, Мамору
Мамо́ру Таку́ма (23 ноября 1963 года — 14 сентября 2004 года) — японский уборщик, совершивший  массовое убийство в Осаке, в ходе которого убил 8 и ранил 15 человек. Ранее он был осуждён за изнасилование.

## Детство
Мамору Такума родился в японском городе Итами. С детства Такума имел ярко выраженный симптом Триады Макдональда. В возрасте 12 лет Мамору сжёг котёнка, предварительно обернув его в газету. На протяжении всего своего подросткового возраста он продолжал убивать кошек, бросая их в печи. Во время обучения в средней школе он напал на учителя, а потом сбежал из дома на несколько месяцев. Такума ушёл из старшей школы. Отец надеялся на психиатрическую помощь для сына после того, как тот избил его, но больница отказалась принимать его. После этого он отрёкся от сына. Мамору поступил на службу в полицию, но вскоре был уволен за секс с несовершеннолетней. В 1984 году Такума и его мать покинули семейный дом и, купив квартиру, оставили отца и старшего брата. Они жили вместе полтора года, после чего отец вернулся к жене.

## Криминальная история
В ноябре 1984 года Мамору Такума был арестован за изнасилование женщины и приговорён к трём годам тюрьмы. Также он был арестован за езду по встречной полосе на автодороге Хансин, но отпущен после признания его психически нездоровым. Он был арестован по крайней мере одиннадцать раз и был женат четыре раза до массового убийства. После освобождения из тюрьмы он переехал в Икэду и стал работать водителем автобусов и грузовиков. Его описывали как тихого, нелюдимого одиночку. После нападения на пассажирку автобуса он был уволен и стал работать в начальной школе в шести километрах от Икэды. В октябре того же года он был арестован за нападение на бывшую жену.
3 марта 1999 года он добавил часть своих лекарств в чай в учительской школы, где работал, в результате чего четыре человека попали в больницу. Он был арестован и помещён в психиатрическую больницу, где у него была диагностирована шизофрения. Он спрыгнул с крыши больницы в надежде покончить с собой, но попытка не удалась. После месяца лечения был признан «способным позаботиться о себе».
После выписки Такума продолжал вести себя странно, заявив, что пережил катастрофу японского Boeing 747. В ноябре 1999 года был арестован за проникновение в жилище, но дело развалилось. В сентябре 2000 года он попытался работать таксистом, но 16 октября, после того, как напал на посыльного отеля и сломал ему нос, был уволен. Его также выгоняли из нескольких квартир, которые он снимал, в том числе за то, что он бросал мусор с балкона. 23 мая 2001 года он добровольно пожелал лечиться в больнице от депрессии, но на следующий день отказался от лечения и ушёл из больницы.

## Массовое убийство
8 июня 2001 года, в день, когда суд слушал дело о нападении Мамору Такумы на посыльного отеля, он совершил массовое убийство в начальной школе Икеды. Он боролся с охраной в течение нескольких минут, после ареста он произнёс: «Я пришёл в начальную школу», затем: «Я пришёл на вокзал, зарезал сто человек. Я не приходил в начальную школу». Также он сказал: «Я стал ненавистен всем. Несколько раз я пытался убить себя, но не смог. Приговорите меня к смерти». Такума также ненавидел «элитных» детей, которые ходили в школу, на которую он напал.

## Суд и смерть
28 августа 2003 года Мамору Такума был признан виновным в массовом убийстве и приговорён к смерти. Он не раскаялся и отказался извиняться перед семьями погибших, только просил казнить его как можно быстрее. Он заявил «Мне следовало использовать бензин, так я мог убить гораздо больше». В последний день суда Мамору не выразил никакого раскаяния. Он продолжал оскорблять семьи жертв, пока судья не удалил его. 
Приговор был приведён в исполнение необычно быстро по японским стандартам — обычно смертники в Японии ждут казни много лет, Такума был казнён уже через год — 14 сентября 2004.